# Chemik Police
Klub Piłki Siatkowej Chemik Police S.A. eller endast Chemik Police är en idrottsförening i Police i Polen. Klubbens damvolleybollsektion, bildad 1989, har varit mycket framgångsrik med tio vunna polska mästerskap och tio cupvinster. Klubben spelar sedan säsongen 2013/2014 i Tauron Liga.
Sedan augusti 2013 har klubben varit verksamma som ett aktiebolag. Den 28 juni 2019 meddelade klubben att de från säsongen 2019/2020 heter Grupa Azoty Chemik Police.
Namn
- 1988: Komfort Police
- 1994: ARS Komfort Police
- 1995: PSPS Chemik Police
- 2013: KPS Chemik Police
- 2019: Grupa Azoty Chemik Police

## Historia

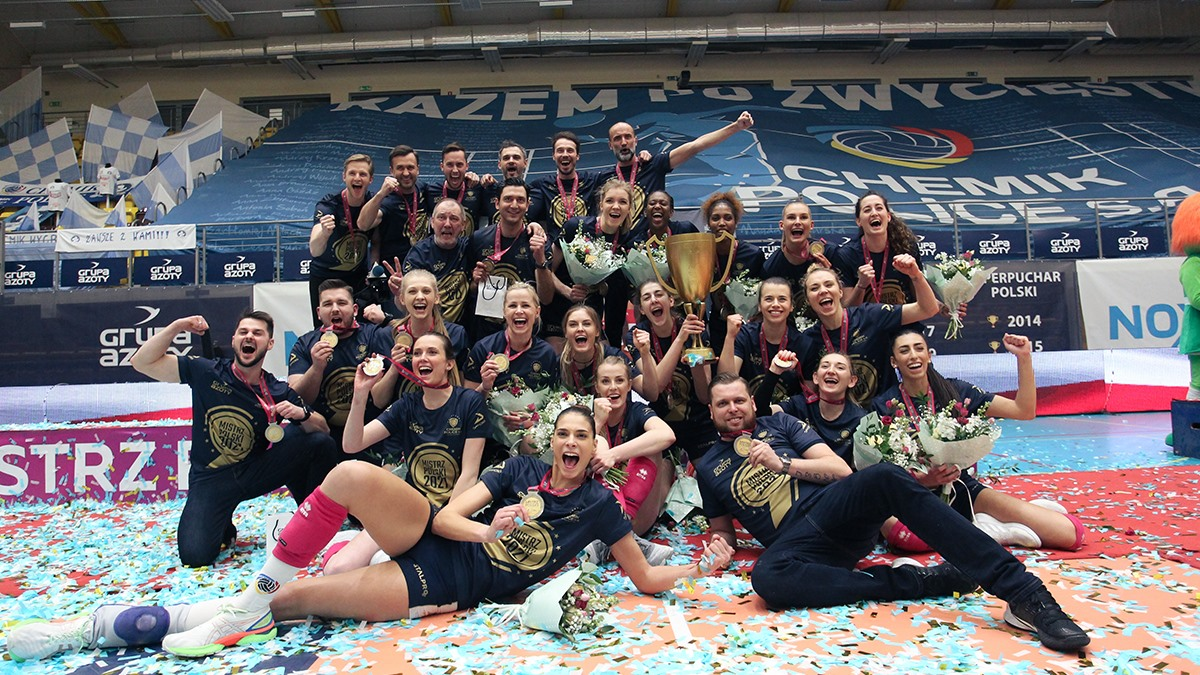
Laget som blev polska mästare säsongen 2020/2021

Damvolleybollsektionen i Chemik Police grundades 1988 och hade sina första framgångsrika år under början av 1990-talet. Klubben vann polska mästerskapet både 1994 och 1995 samt polska cupen tre år i rad mellan 1993 och 1995. Klubben slutade även på tredje plats i CEV Cup Winner's Cup 1993/1994. Klubben tappade därefter den främsta sponsorn Zakłady Chemiczne Police som beslutade att drastiskt minska sitt ekonomiska stöd. Till följd av detta blev Chemik Police nedflyttade 1998 och kämpade under flera år med ekonomiska problem.
Säsongen 2011/2012 var sponsorn Zakłady Chemiczne Police tillbaka i klubben. De lyckades inte direkt bli uppflyttade, men följande säsong slutade Chemik Police på 1:a plats och tog åter steget upp i högsta serien. Som nykomling säsongen 2013/2014 blev Chemik Police mästare för första gången på 19 år. Klubben vann därefter även högsta serien 2014/2015, 2015/2016, 2016/2017 och 2017/2018. Under denna period vann de även polska cupen tre gånger: 2014, 2016 och 2017.
Säsongen 2018/2019 vann Chemik Police grundserien, men förlorade i semifinalen av slutspelet mot ŁKS Commercecon Łódź. De förlorade sedan även bronsmatchen mot Developres Rzeszów och slutade på fjärde plats. Klubben vann dock polska cupen 2019. Säsongen 2019/2020 och 2020/2021 vann Chemik Police återigen högsta serien samt cupen.

## Säsong efter säsong
| Säsong    | Seriespel             | Seriespel    | Polska cupen | Europaspel           | Europaspel      |
| Säsong    | Nivå                  | Placering    | Polska cupen | Tävling              | Placering       |
| --------- | --------------------- | ------------ | ------------ | -------------------- | --------------- |
| 1992/1993 | I liga seria B        | 1:a plats    | 1:a plats    |                      |                 |
| 1993/1994 | I liga seria A        | 1:a plats    | 1:a plats    | Cupvinnarcupen       | 3:e plats       |
| 1994/1995 | I liga seria A        | 1:a plats    | 1:a plats    | Europacupen          | Åttondelsfinal  |
| 1995/1996 | I liga seria A        | 3:e plats    | 2:a plats    |                      |                 |
| 1996/1997 | I liga seria A        | 6:e plats    | 4:e plats    |                      |                 |
| 1997/1998 | I liga seria A        | 9-10:e plats |              |                      |                 |
| 1998/1999 | I liga seria B        |              |              |                      |                 |
| 2004/2005 | II liga               | 2:a plats    |              |                      |                 |
| 2005/2006 | II liga               | 1:a plats    |              |                      |                 |
| 2006/2007 | I liga                | 8:e plats    | 1:a omgången |                      |                 |
| 2007/2008 | I liga                | 8:e plats    | 4:e omgången |                      |                 |
| 2008/2009 | I liga                | 5:e plats    | 2:a omgången |                      |                 |
| 2009/2010 | I liga                | 4:e plats    | 2:a omgången |                      |                 |
| 2010/2011 | I liga                | 7:e plats    | 3:e omgången |                      |                 |
| 2011/2012 | I liga                | 3:e plats    | 3:e omgången |                      |                 |
| 2012/2013 | I liga                | 1:a plats    | 5:e omgången |                      |                 |
| 2013/2014 | Orlen Liga            | 1:a plats    | 1:a plats    |                      |                 |
| 2014/2015 | Orlen Liga            | 1:a plats    | 2:a plats    | CEV Champions League | 4:e plats       |
| 2015/2016 | Orlen Liga            | 1:a plats    | 1:a plats    | CEV Champions League | Tolftedelsfinal |
| 2016/2017 | Orlen Liga            | 1:a plats    | 1:a plats    | CEV Champions League | Gruppspel       |
| 2017/2018 | Liga Siatkówki Kobiet | 1:a plats    | Kvartsfinal  | CEV Champions League | Gruppspel       |
| 2018/2019 | Liga Siatkówki Kobiet | 4:e plats    | 1:a plats    | CEV Champions League | Gruppspel       |
| 2019/2020 | Liga Siatkówki Kobiet | 1:a plats    | 1:a plats    | CEV Cup              | Semifinal       |
| 2020/2021 | Tauron Liga           | 1:a plats    | 1:a plats    | CEV Champions League | Kvartsfinal     |
| 2021/2022 | Tauron Liga           | 1:a plats    | Kvartsfinal  | CEV Champions League | Gruppspel       |
| 2022/2023 | Tauron Liga           | 5:e plats    | 1:a plats    | CEV Champions League | Playoff         |
| 2023/2024 | Tauron Liga           |              | Kvartsfinal  | CEV Cup              | Playoff         |

Tävlingsnivå:

## Meriter
- Polska mästerskapet:
  -  1:a plats: 1994, 1995, 2014, 2015, 2016, 2017, 2018, 2020, 2021, 2022
  -  3:e plats: 1996
- Polska cupen:
  -  1:a plats: 1993, 1994, 1995, 2014, 2016, 2017, 2019, 2020, 2021, 2023
  -  2:a plats: 1996, 2015
- Cupvinnarcupen:
  -  3:e plats: 1994
- Polska supercupen:
  -  1:a plats: 2014, 2015, 2019, 2023

## Truppen 2023/2024
- Tränare:  Marco Fenoglio
- Assisterande tränare:  Radosław Wodziński,  Ireneusz Waleczek
- Fystränare:   Mateusz Zimoch
- Statistik:  Kacper Duda
- Fysioterapeut:  Jakub Majewski,  Mateusz Witkowski
- Lagledare:  Radosław Anioł

| Nr | Namn                       | Födelsedatum     | Längd  | Position      |
| -- | -------------------------- | ---------------- | ------ | ------------- |
| 1  | Bruna Honório              | 3 juli 1989      | 181 cm | Högerspiker   |
| 2  | Martyna Grajber-Nowakowska | 28 mars 1995     | 180 cm | Libero        |
| 3  | Elizabet Inneh-Varga       | 21 mars 1999     | 192 cm | Högerspiker   |
| 4  | Marlena Kowalewska         | 9 januari 1992   | 176 cm | Passare       |
| 5  | Agnieszka Korneluk         | 17 oktober 1994  | 199 cm | Center        |
| 6  | Saliha Şahin               | 5 november 1998  | 186 cm | Vänsterspiker |
| 7  | Monika Jagła               | 4 januari 2000   | 175 cm | Libero        |
| 9  | Iga Wasilewska             | 25 april 1994    | 183 cm | Center        |
| 10 | Monika Fedusio             | 6 november 1999  | 181 cm | Vänsterspiker |
| 11 | Martyna Łukasik            | 26 november 1999 | 190 cm | Vänsterspiker |
| 13 | Dominika Pierzchała        | 11 mars 2003     | 190 cm | Center        |
| 14 | Natalia Mędrzyk            | 13 januari 1992  | 184 cm | Vänsterspiker |
| 16 | Ding Xia                   | 13 januari 1990  | 180 cm | Passare       |

## Utländska spelare
| År        | Namn                        | Position |
| --------- | --------------------------- | -------- |
| 2011–2012 | Kristina Jordanska          | Center   |
| 2012–2013 | Veronika Hudima             | Spiker   |
| 2012–2013 | Vesna Jovanović             | Center   |
| 2012–2014 | Lucie Mühlsteinová          | Passare  |
| 2013–2015 | Maja Ognjenović             | Passare  |
| 2013–2015 | Ana Bjelica                 | Spiker   |
| 2014–2015 | Sanja Malagurski            | Spiker   |
| 2014–2018 | Stefana Veljković           | Center   |
| 2015–2016 | Helena Havelková            | Spiker   |
| 2015–2016 | Yonkaira Peña               | Spiker   |
| 2015–2017 | Madelaynne Montaño          | Spiker   |
| 2016–2017 | Jelena Blagojević           | Spiker   |
| 2017      | Maret Balkestein-Grothues   | Spiker   |
| 2017–2018 | Alexandra Holston           | Spiker   |
| 2017–2018 | Straszimira Simeonowa       | Center   |
| 2017–2019 | Bianka Buša                 | Spiker   |
| 2017–2019 | Slađana Mirković            | Passare  |
| 2018–2019 | Chiaka Ogbogu               | Center   |
| 2018–2019 | Sanja Gamma                 | Spiker   |
| 2019–2020 | Iryna Trusjkina             | Center   |
| 2019–2020 | Gyselle Silva               | Spiker   |
| 2019–2021 | Wilma Salas                 | Spiker   |
| 2020–2023 | Jovana Brakočević-Canzian   | Spiker   |
| 2020–2021 | Indy Baijens                | Center   |
| 2020      | Samara Rodrigues de Almeida | Spiker   |
| 2021      | Olga Strandzali             | Spiker   |
| 2021      | Sinead Jack                 | Center   |
| 2021–2022 | Bojana Milenković           | Spiker   |
| 2021–2022 | Naiane Rios                 | Passare  |
| 2021–2022 | Danielle Barton-Drews       | Spiker   |
| 2022–2023 | Maira Cipriano              | Spiker   |
| 2022–2023 | Fabíola                     | Passare  |
| 2022–2023 | Lenka Ovečková              | Passare  |
| 2023–     | Ding Xia                    | Passare  |
| 2023–     | Saliha Şahin                | Spiker   |
| 2023–     | Bruna Honório               | Spiker   |
| 2023–     | Elizabet Inneh-Varga        | Spiker   |

## Tränare
| Från              | Till             | Namn                |
| ----------------- | ---------------- | ------------------- |
|                   | 30 januari 2012  | Mariusz Bujek       |
| 30 januari 2012   | 4 april 2012     | Piotr Sobolewski    |
| 12 april 2012     | 2 januari 2014   | Mariusz Wiktorowicz |
| 2 januari 2014    | 26 februari 2016 | Giuseppe Cuccarini  |
| 26 februari 2016  | 16 februari 2018 | Jakub Głuszak       |
| 26 februari 2018  | 21 maj 2019      | Marcello Abbondanza |
| 22 maj 2019       | 27 april 2021    | Ferhat Akbaş        |
| 16 september 2021 | 28 februari 2022 | Jacek Nawrocki      |
| 28 februari 2022  | 17 januari 2023  | Marek Mierzwiński   |
| 17 januari 2023   | 2023             | Radosław Wodziński  |
| 17 augusti 2023   |                  | Marco Fenoglio      |

## Lagkaptener
| Säsong    | Namn                       |
| --------- | -------------------------- |
| 2010/2011 | Justyna Raczyńska          |
| 2011/2012 | Justyna Raczyńska          |
| 2012/2013 | Joanna Mirek               |
| 2013/2014 | Anna Werblińska            |
| 2014/2015 | Anna Werblińska            |
| 2015/2016 | Aleksandra Jagieło         |
| 2016/2017 | Aleksandra Jagieło         |
| 2017/2018 | Izabela Bełcik             |
| 2018/2019 | Agnieszka Bednarek-Kasza   |
| 2019/2020 | Martyna Grajber            |
| 2020/2021 | Martyna Grajber            |
| 2021/2022 | Jovana Brakočević-Canzian  |
| 2022/2023 | Jovana Brakočević-Canzian  |
| 2023/2024 | Martyna Grajber-Nowakowska |